# Architektura tablicowa
Architektura tablicowa (ang. blackboard architecture) – model architektury, w którym wspólna baza wiedzy (stan tablicy), począwszy od specyfikacji problemu aż po jego rozwiązanie jest iteracyjnie aktualizowana przez grupę różnorodnych źródeł wiedzy specjalistycznej. Każde źródło wiedzy aktualizuje tablicę umieszczając na niej swoje częściowe rozwiązanie w chwili, gdy zawartość tablicy osiąga stan, w którym takie rozwiązanie, bazujące na wiedzy posiadanej przez źródło, może być zastosowane. W ten sposób specjalistyczne źródła dążą do rozwiązania problemu w drodze współpracy.